# Liste des cratères de la Lune, G-K
Voici une partie de la liste des cratères de la Lune. Quand un cratère possède des cratères satellites, ceux-ci sont décrits dans l'article du cratère principal.

## G
| Cratère        | Diamètre | Éponyme                                     |
| -------------- | -------- | ------------------------------------------- |
| G. Bond        | 20 km    | George Phillips Bond (1826-1865)            |
| Gadomski       | 65 km    | Jan Gadomski (1889-1966)                    |
| Gagarine       | 265 km   | Youri Gagarine (1934-1968)                  |
| Galen          | 10 km    | Claude Galien (circa 129-200)               |
| Galilaei       | 15 km    | Galileo Galilei (1564-1642)                 |
| Galle          | 21 km    | Johann Gottfried Galle (1812-1910)          |
| Galois         | 222 km   | Évariste Galois (1811-1832)                 |
| Galvani        | 80 km    | Luigi Galvani (1737-1798)                   |
| Gambart        | 25 km    | Jean-Félix Adolphe Gambart (1800-1836)      |
| Gamow          | 129 km   | George Gamow (1904-1968)                    |
| Ganskiy        | 43 km    | Aleksey P. (Hansky) Ganskiy (1870-1908)     |
| Ganswindt      | 74 km    | Hermann Ganswindt (1856-1934)               |
| Garavito       | 74 km    | Julio Garavito Armero (1865-1920)           |
| Gardner        | 18 km    | Irvine Clifton Gardner (1889-1972)          |
| Gärtner        | 115 km   | Christian Gärtner (circa 1750-1813)         |
| Gassendi       | 101 km   | Pierre Gassendi (1592-1655)                 |
| Gaston         | 2 km     | (prénom masculin)                           |
| Gaudibert      | 34 km    | Casimir Marie Gaudibert (1823-1901)         |
| Gauricus       | 79 km    | Luca Gaurico (1476-1558)                    |
| Gauss          | 177 km   | Carl Friedrich Gauss (1777-1855)            |
| Gavrilov       | 60 km    | Alexandre Gavrilov (1884-1955)              |
| Gavrilov       | 60 km    | Igor Gavrilov (1928-1982)                   |
| Gay-Lussac     | 26 km    | Louis Joseph Gay-Lussac (1778-1850)         |
| Geber          | 44 km    | Jabir Ibn Hayyan (721 ? - 815)              |
| Geiger         | 34 km    | Johannes Hans Wilhelm Geiger (1882-1945)    |
| Geissler       | 16 km    | Heinrich Geissler (1814-1879)               |
| Geminus        | 85 km    | Geminos de Rhodes (? -circa 70 Av. J.-C.)   |
| Gemma Frisius  | 87 km    | Frisius (1508-1555)                         |
| Gerard         | 90 km    | Alexander Gerard (1792-1839)                |
| Gerasimovitch  | 86 km    | Boris P. Gerasimovitch (1889-1937)          |
| Gernsback      | 48 km    | Hugo Gernsback (1884-1967)                  |
| Gibbs          | 76 km    | Josiah Willard Gibbs (1839-1903)            |
| Gilbert        | 112 km   | Grove Karl Gilbert (1843-1918)              |
| Gilbert        | 112 km   | William Gilbert (1544-1603)                 |
| Gill           | 66 km    | David Gill (1843-1914)                      |
| Ginzel         | 55 km    | Friedrich Karl Ginzel (1850-1926)           |
| Gioja          | 41 km    | Flavio Gioja (vivant en 1302)               |
| Giordano Bruno | 22 km    | Giordano Bruno (1548-1600)                  |
| Glaisher       | 15 km    | James Glaisher (1809-1903)                  |
| Glauber        | 15 km    | Johann Rudolf Glauber (circa 1603-1670)     |
| Glazenap       | 43 km    | Sergueï de Glasenapp (1848-1937)            |
| Glushko        | 43 km    | Valentin Petrovitch Glushko (1908-1989)     |
| Goclenius      | 72 km    | Rudolf Goclenius, Jr. (1572-1621)           |
| Goddard        | 89 km    | Robert Goddard (1882-1945)                  |
| Godin          | 34 km    | Louis Godin (1704-1760)                     |
| Goldschmidt    | 113 km   | Hermann Goldschmidt (1802-1866)             |
| Golgi          | 5 km     | Camillo Golgi (circa 1843-1926)             |
| Golitsyn       | 36 km    | Boris Borisovich Golitsyn (1862-1916)       |
| Golovin        | 37 km    | Nicholas Erasmus Golovin 1912-1969)         |
| Goodacre       | 46 km    | Walter Goodacre (1856-1938)                 |
| Gould          | 34 km    | Benjamin Apthorp Gould (1824-1896)          |
| Grace          | 1 km     | (prénom féminin anglais)                    |
| Grachev        | 35 km    | Andreï Grachev (1900-1964)                  |
| Graff          | 36 km    | Kasimir Romuald Graff (1878-1950)           |
| Grave          | 40 km    | Dmitry Aleksandrovich Grave (1863-1939)     |
| Grave          | 40 km    | Ivan Platonovich Grave (1874-1960)          |
| Greaves        | 13 km    | William Michael Herbert Greaves (1897-1955) |
| Green          | 65 km    | George Green (1793-1841)                    |
| Gregory        | 67 km    | James Gregory (1638-1675)                   |
| Grigg          | 36 km    | John Grigg (1838-1920)                      |
| Grimaldi       | 172 km   | Francesco Maria Grimaldi (1618-1663)        |
| Grissom (en)   | 58 km    | Virgil Grissom (1926-1967)                  |
| Grotrian       | 37 km    | Walter Grotrian (1890-1954)                 |
| Grove          | 28 km    | Sir William Robert Grove (1811-1896)        |
| Gruemberger    | 93 km    | Christopher Grienberger (1561-1636)         |
| Gruithuisen    | 15 km    | Franz von Paula Gruithuisen (1774-1852)     |
| Guericke       | 63 km    | Otto von Guericke (1602-1686)               |
| Guillaume      | 57 km    | Charles Edouard Guillaume (1861-1938)       |
| Gullstrand     | 43 km    | Allvar Gullstrand (1862-1930)               |
| Gum            | 54 km    | Colin Stanley Gum 1924-1960)                |
| Gutenberg      | 74 km    | Johann Gutenberg (circa 1398-1468)          |
| Guthnick       | 36 km    | Paul Guthnick (1879-1947)                   |
| Guyot          | 92 km    | Arnold Henry Guyot (1807-1884)              |
| Gyldén         | 47 km    | Hugo Gyldén (1841-1896)                     |

## H
| Cratère      | Diamètre | Éponyme                                                           |
| ------------ | -------- | ----------------------------------------------------------------- |
| H. G. Wells  | 114 km   | Herbert George Wells (1866-1946)                                  |
| Hagecius     | 76 km    | Tadeáš Hájek (1525-1600)                                          |
| Hagen        | 55 km    | Johann Georg Hagen (1847-1930)                                    |
| Hahn         | 84 km    | Friedrich von Hahn (1741-1805)                                    |
| Hahn         | 84 km    | Otto Hahn (1879-1968)                                             |
| Haidinger    | 22 km    | Wilhelm Karl von Haidinger (1795-1871)                            |
| Hainzel      | 70 km    | Paul Hainzel (vivant en 1570)                                     |
| Haldane      | 37 km    | John Burdon Sanderson Haldane (1892-1964)                         |
| Hale         | 83 km    | George Ellery Hale 1868-1938)                                     |
| Hale         | 83 km    | William Hale (1797-1870)                                          |
| Hall         | 35 km    | Asaph Hall (1829-1907)                                            |
| Halley       | 36 km    | Edmond Halley (1656-1742)                                         |
| Hamilton     | 57 km    | William Rowan Hamilton (1805-1865)                                |
| Hanno        | 56 km    | Hannon (circa 500 av. J.-C.)                                      |
| Hansen       | 39 km    | Peter Andreas Hansen (1795-1874)                                  |
| Hansteen     | 44 km    | Christopher Hansteen (1784-1873)                                  |
| Harden       | 15 km    | Arthur Harden (1865-1940)                                         |
| Harding      | 22 km    | Karl Ludwig Harding (1765-1834)                                   |
| Haret        | 29 km    | Spiru Haret (1851-1912)                                           |
| Hargreaves   | 16 km    | Frederick James Hargreaves (1891-1970)                            |
| Harkhebi     | 237 km   | Harkhebi (circa 300 Av. J.-C.)                                    |
| Harlan       | 65 km    | Harlan James Smith (1924-1991)                                    |
| Harold       | 2 km     | (prénom masculin)                                                 |
| Harpalus     | 39 km    | Harpale (? -circa 460 Av. J.-C.)                                  |
| Harriot      | 56 km    | Thomas Harriot (1560-1621)                                        |
| Hartmann     | 61 km    | Johannes Franz Hartmann (1865-1936)                               |
| Hartwig      | 79 km    | Carl Ernst Albrecht Hartwig (1851-1923)                           |
| Harvey       | 60 km    | William Harvey (1578-1657)                                        |
| Hase         | 83 km    | Johann Matthias Hase (1684-1742)                                  |
| Hatanaka     | 26 km    | Takeo Hatanaka (1914-1963)                                        |
| Hausen       | 167 km   | Christian August Hausen (1693-1743)                               |
| Hayford      | 27 km    | John Fillmore Hayford (1868-1925)                                 |
| Hayn         | 87 km    | Friedrich Hayn (1863-1928)                                        |
| Healy        | 38 km    | Roy Healy (1915-1968)                                             |
| Heaviside    | 165 km   | Oliver Heaviside (1850-1925)                                      |
| Hecataeus    | 167 km   | Hécatée de Milet (? -circa 476 Av. J.-C.)                         |
| Hédervári    | 69 km    | Peter Hédervári (1931-1984)                                       |
| Hedin        | 150 km   | Sven Hedin (1865-1952)                                            |
| Heinrich     | 6 km     | Wladimir Wáclav Heinrich (1884-1965)                              |
| Heinsius     | 64 km    | Gottfried Heinsius (1709-1769)                                    |
| Heis         | 14 km    | Eduard Heis (1806-1877)                                           |
| Helberg      | 6 km     | Robert J. Helberg (1906-1967)                                     |
| Helicon      | 24 km    | Hélicon (? -circa 400 Av. J.-C.)                                  |
| Hell         | 33 km    | Maximilian Hell (1720-1792)                                       |
| Helmert      | 26 km    | Friedrich Robert Helmert (1843-1917)                              |
| Helmholtz    | 94 km    | Hermann von Helmholtz (1821-1894)                                 |
| Henderson    | 47 km    | Thomas Henderson (1798-1844)                                      |
| Hendrix      | 6 km     | Don O. Hendrix (1905-1961)                                        |
| Henry        | 41 km    | Joseph Henry (1792-1878)                                          |
| Henry Frères | 42 km    | Paul-Pierre Henry et Prosper-Mathieu Henry (1848-1905, 1849-1903) |
| Henyey       | 63 km    | Louis G. Henyey (1910-1970)                                       |
| Heraclitus   | 90 km    | Héraclite (circa 540-480 Av. J.-C.)                               |
| Hercules     | 69 km    | Hercule                                                           |
| Herigonius   | 15 km    | Pierre Hérigone (1580-1643)                                       |
| Hermann      | 15 km    | Jacob Hermann (1678-1733)                                         |
| Hermite      | 104 km   | Charles Hermite (1822-1901)                                       |
| Hérodote     | 34 km    | Hérodote (circa 484-408 Av. J.-C.)                                |
| Heron        | 24 km    | Héron d'Alexandrie (? -circa 100 Av. J.-C.)                       |
| Herschel     | 40 km    | William Herschel (1738-1822)                                      |
| Hertz        | 90 km    | Heinrich Rudolf Hertz (1857-1894)                                 |
| Hertzsprung  | 591 km   | Ejnar Hertzsprung (1873-1967)                                     |
| Hesiodus     | 42 km    | Hésiode (circa 735 Av. J.-C.)                                     |
| Hess         | 88 km    | Victor Franz Hess (1883-1964)                                     |
| Hess         | 88 km    | Harry Hammond Hess (1906-1969)                                    |
| Hevelius     | 115 km   | Johannes Hevelius (1611-1687)                                     |
| Heymans      | 50 km    | Corneille Jean François Heymans (1892-1968)                       |
| Heyrovský    | 15 km    | Jaroslav Heyrovsky (1890-1967)                                    |
| Hilbert      | 151 km   | David Hilbert (1862-1943)                                         |
| Hill         | 16 km    | George William Hill (1838-1914)                                   |
| Hind         | 29 km    | John Russell Hind (1823-1895)                                     |
| Hippalus     | 57 km    | Hippalus (? -circa 120)                                           |
| Hipparchus   | 138 km   | Hipparque (astronome) (vivant en 140 Av. J.-C.)                   |
| Hippocrates  | 60 km    | Hippocrate (circa 460-377 Av. J.-C.)                              |
| Hirayama     | 132 km   | Kiyotsugu Hirayama (1874-1943)                                    |
| Hirayama     | 132 km   | Shin Hirayama (1867-1945)                                         |
| Hoffmeister  | 45 km    | Cuno Hoffmeister (1892-1968)                                      |
| Hogg         | 38 km    | Arthur Robert Hogg (1903-1966)                                    |
| Hogg         | 38 km    | Frank Scott Hogg (1904-1951)                                      |
| Hohmann      | 16 km    | Walter Hohmann (1880-1945)                                        |
| Holden       | 47 km    | Edward Singleton Holden (1846-1914)                               |
| Holetschek   | 38 km    | Johann Holetschek (1846-1923)                                     |
| Hommel       | 126 km   | Johann Hommel (1518-1562)                                         |
| Hooke        | 36 km    | Robert Hooke (1635-1703)                                          |
| Hopmann      | 88 km    | Josef Hopmann (1890-1975)                                         |
| Hornsby      | 3 km     | Thomas Hornsby (1733-1810)                                        |
| Horrebow     | 24 km    | Peder Horrebow (1679-1764)                                        |
| Horrocks     | 30 km    | Jeremiah Horrocks (1619-1641)                                     |
| Hortensius   | 14 km    | Martin van den Hove (1605-1639)                                   |
| Houtermans   | 29 km    | Friedrich Georg Houtermans (1903-1966)                            |
| Houzeau      | 71 km    | Jean-Charles Houzeau de Lehaie (1820-1888)                        |
| Hubble       | 80 km    | Edwin Powell Hubble (1889-1953)                                   |
| Huggins      | 65 km    | Sir William Huggins (1824-1910)                                   |
| Humason      | 4 km     | Milton Lasell Humason (1891-1972)                                 |
| Humboldt     | 189 km   | Wilhelm von Humboldt (1767-1835)                                  |
| Hume         | 23 km    | David Hume (1711-1776)                                            |
| Husband      | 29 km    | Richard Douglas Husband (1957–2003)                               |
| Hutton       | 50 km    | James Hutton (1726-1797)                                          |
| Huxley       | 4 km     | Thomas Henry Huxley (1825-1895)                                   |
| Hyginus      | 9 km     | Caius Julius Hyginus (67 ? - 17 Av. J.-C.)                        |
| Hypatia      | 40 km    | Hypatie (? -415 Ap. J.-C.)                                        |

## I
| Cratère        | Diamètre | Éponyme                                       |
| -------------- | -------- | --------------------------------------------- |
| Ian            | 1 km     | (prénom masculin)                             |
| Ibn Battuta    | 11 km    | Abu Abdullah Muhammad Ibn Battuta (1304-1377) |
| Ibn Firnas     | 89 km    | Abbas Ibn Firnas (? -circa Ap. J.-C. 887)     |
| Ibn Yunus (en) | 58 km    | Ibn Yunus (950-1009)                          |
| Ibn-Rushd      | 32 km    | Averroes (1126-1198)                          |
| Icarus         | 96 km    | Icare                                         |
| Ideler         | 38 km    | Christian Ludwig Ideler (1766-1846)           |
| Idel'son       | 60 km    | Naum Il'ich Idel'son (1885-1951)              |
| Il'in          | 13 km    | Nikolaj Yakovlevich Il'in (1901-1937)         |
| Ina            | 3 km     | (prénom féminin)                              |
| Ingalls        | 37 km    | Albert Graham Ingalls (1888-1958)             |
| Inghirami      | 91 km    | Giovanni Inghirami (1779-1851)                |
| Innes          | 42 km    | Robert Thorburn Ayton Innes (1861-1933)       |
| Ioffe          | 86 km    | Abram Ioffé (1880-1960)                       |
| Isabel         | 1 km     | (prénom féminin espagnol)                     |
| Isaev          | 90 km    | Aleksei Mihailovich Isaev (1908-1971)         |
| Isidorus       | 42 km    | St Isidore de Séville (circa 570-636)         |
| Isis           | 1 km     | Isis (déesse égyptienne)                      |
| Ivan           | 4 km     | (prénom masculin russe)                       |
| Izsak          | 30 km    | Imre Izsak (1929-1965)                        |

## J
| Cratère       | Diamètre | Éponyme                                |
| ------------- | -------- | -------------------------------------- |
| J. Herschel   | 165 km   | John Herschel (1792-1871)              |
| Jackson       | 71 km    | John Jackson (1887-1958)               |
| Jacobi        | 68 km    | Carl Gustav Jakob Jacobi (1804-1851)   |
| Jansen        | 23 km    | Zacharias Janssen (1580-circa 1638)    |
| Jansky        | 72 km    | Karl Jansky (1905-1950)                |
| Janssen       | 199 km   | Pierre Jules César Janssen (1824-1907) |
| Jarvis (en)   | 38 km    | Gregory Bruce Jarvis (1944-1986)       |
| Jeans (en)    | 79 km    | Sir James Hopwood Jeans (1877-1946)    |
| Jehan         | 5 km     | (prénom féminin turc)                  |
| Jenkins       | 38 km    | Louise Freeland Jenkins (1888-1970)    |
| Jenner        | 71 km    | Edward Jenner (1749-1823)              |
| Jerik         | 1 km     | (prénom masculin scandinave)           |
| Joliot        | 164 km   | Frédéric Joliot-Curie (1900-1958)      |
| Jomo          | 7 km     | (prénom masculin africain)             |
| José          | 2 km     | (prénom masculin espagnol)             |
| Joule         | 96 km    | James Prescott Joule (1818-1889)       |
| Joy           | 5 km     | Alfred Harrison Joy (1882-1973)        |
| Jules Verne   | 143 km   | Jules Verne (1828-1905)                |
| Julienne      | 2 km     | (prénom féminin)                       |
| Julius Caesar | 90 km    | Julius Caesar (circa 102-44 Av. J.-C.) |

## K
| Cratère          | Diamètre | Éponyme                                            |
| ---------------- | -------- | -------------------------------------------------- |
| Kaiser           | 52 km    | Frederik Kaiser (1808-1872)                        |
| Kamerlingh Onnes | 66 km    | Heike Kamerlingh Onnes (1853-1926)                 |
| Kane             | 54 km    | Elisha Kent Kane (1820-1857)                       |
| Kant             | 33 km    | Immanuel Kant (1724-1804)                          |
| Kao              | 34 km    | Ping-Tse Kao (1888-1970)                           |
| Kapteyn (en)     | 49 km    | Jacobus C. Kapteyn (1851-1922)                     |
| Karima           | 3 km     | (prénom féminin arabe)                             |
| Karpinskiy       | 92 km    | Alexander Petrovich Karpinsky (1846-1936)          |
| Karrer           | 51 km    | Paul Karrer (1889-1971)                            |
| Kasper           | 12 km    | (prénom masculin polonais)                         |
| Kästner          | 108 km   | Abraham Gotthelf Kästner                           |
| Katchalsky       | 32 km    | Aharon Katzir-Katchalsky (1914-1972)               |
| Kathleen         | 5 km     | (prénom féminin)                                   |
| Kearons          | 23 km    | William Kearons (1878-1948)                        |
| Keeler           | 160 km   | James Edward Keeler (1857-1900)                    |
| Kekulé           | 94 km    | Friedrich August Kekulé von Stradonitz (1829-1896) |
| Keldysh (en)     | 33 km    | Mstislav Vsevolodovich Keldysh (1911-1978)         |
| Kepinski         | 31 km    | Felicjan Kepinski (1885-1966)                      |
| Kepler           | 31 km    | Johannes Kepler (1571-1630)                        |
| Khvol'son        | 54 km    | Orest Daniilovich Khvol'son (1852-1934)            |
| Kibaltchitch     | 92 km    | Nikolaj Ivanovich Kibal'chich (1853-1881)          |
| Kidinnu          | 56 km    | Kidinnu (? -circa 343 Av. J.-C.).                  |
| Kies             | 45 km    | Johann Kies (1713-1781)                            |
| Kiess            | 63 km    | Carl Clarence Kiess (1887-1967)                    |
| Kimura           | 28 km    | Hisashi Kimura (1870-1943)                         |
| Kinau            | 41 km    | Adolph Gottfried Kinau (1814-1887)                 |
| King             | 76 km    | Arthur Scott King (1876-1957)                      |
| King             | 76 km    | Edward Skinner King (1861-1931)                    |
| Kira             | 3 km     | Kira Shingareva (1938-2012)                        |
| Kirch (en)       | 11 km    | Gottfried Kirch (1639-1710)                        |
| Kircher          | 72 km    | Athanasius Kircher (1601-1680)                     |
| Kirchhoff        | 24 km    | Gustav Kirchhoff (1824-1887)                       |
| Kirkwood         | 67 km    | Daniel Kirkwood (1814-1895)                        |
| Klaproth         | 119 km   | Martin Heinrich Klaproth (1743-1817)               |
| Klein            | 44 km    | Hermann Joseph Klein (1844-1914)                   |
| Kleymenov        | 55 km    | Ivan Terentyevich Kleymenov (1898-1938)            |
| Klute            | 75 km    | Daniel O. Klute (1921-1964)                        |
| Knox-Shaw        | 12 km    | Harold Knox-Shaw (1885-1970)                       |
| Koch             | 95 km    | Robert Koch (1843-1910)                            |
| Kohlschütter     | 53 km    | Arnold Kohlschütter (1883-1969)                    |
| Kolhörster       | 97 km    | Werner Kolhörster (1887-1946)                      |
| Komarov          | 78 km    | Vladimir M. Komarov (1927-1967)                    |
| Kondratyuk       | 108 km   | Iouri Vassilievitch Kondratiouk (1897-1942)        |
| König            | 23 km    | Rudolf König (1865-1927)                           |
| Konoplev         | 25 km    | B.T. Konoplev (1912-1960)                          |
| Konstantinov     | 75 km    | Konstantin Ivanovich Konstantinov (1817-1871)      |
| Kopff            | 41 km    | August Kopff (1882-1960)                           |
| Korolev (en)     | 437 km   | Sergueï Korolev (1906-1966)                        |
| Kosberg          | 15 km    | Semyon Ariyevich Kosberg (1903-1965)               |
| Kostinskiy       | 75 km    | Sergey K. Kostinskiy (1867-1937)                   |
| Koval'skiy       | 49 km    | Marian Albertovich Koval'skiy (1821-1884)          |
| Kovalevskaya     | 115 km   | Sofia V. Kovalevskaya (1850-1891)                  |
| Kozyrev          | 65 km    | Nikolay Alexandrovich Kozyrev (1908-1983)          |
| Krafft           | 51 km    | Wolfgang Ludwig Krafft (1743-1814)                 |
| Kramarov         | 20 km    | Grigory Moiseevich Kramarov (1887-1970)            |
| Kramers          | 61 km    | Hendrik Anthony Kramers (1894-1952)                |
| Krasnov          | 40 km    | Aleksander V. Krasnov (1866-1907)                  |
| Krasovskiy       | 59 km    | Feodosiy N. Krasovskiy (1878-1948)                 |
| Kreiken          | 23 km    | Edberg Adrian Kreiken (1896-1964)                  |
| Krieger          | 22 km    | Johann Nepomuk Krieger (1865-1902)                 |
| Krishna          | 3 km     | (Krishna, dieu hindou)                             |
| Krogh            | 19 km    | August Krogh (1874-1949)                           |
| Krusenstern      | 47 km    | Baron Johann Adam von Krusenstern (1770-1846)      |
| Krylov           | 49 km    | Alexeï Krylov (1863-1945)                          |
| Kugler           | 65 km    | Franz Xaver Kugler (1862-1929)                     |
| Kuiper           | 6 km     | Gerard Peter Kuiper (1905-1973)                    |
| Kulik            | 58 km    | Leonid Alekseevich Kulik (1883-1942)               |
| Kundt            | 10 km    | August Kundt (1839-1894)                           |
| Kunowsky         | 18 km    | Georg Karl Friedrich Kunowsky (1786-1846)          |
| Kuo Shou Ching   | 34 km    | Guo Shoujing (1231-1316)                           |
| Kurchatov        | 106 km   | Igor Kourtchatov (1903-1960)                       |